# Orsadräkten

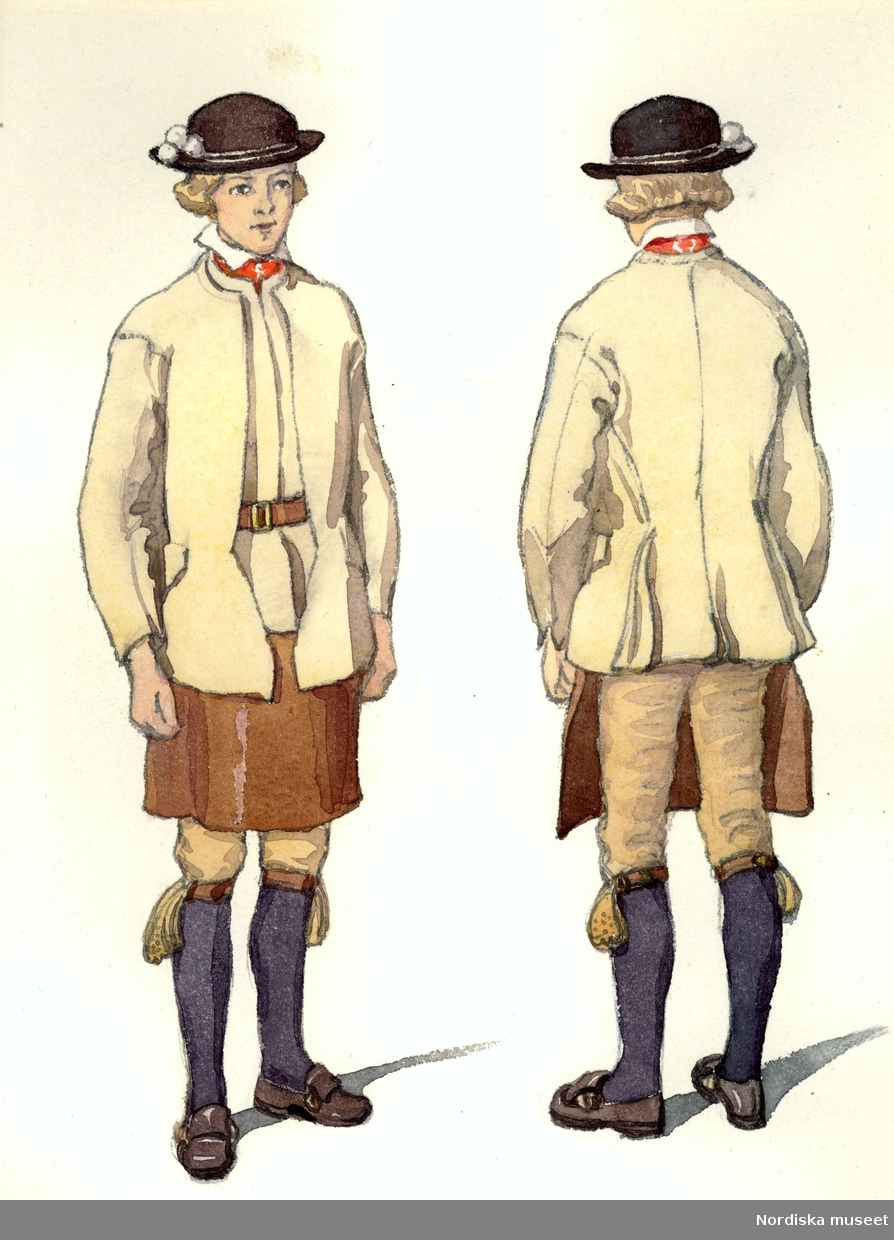
Man klädd i Orsadräkt. Ca år 1903-1920.

Orsadräkten är en folkdräkt (eller bygdedräkt) från Orsa socken i Dalarna.
Orsadräkten hör till de ålderdomligaste svenska folkdräkterna. Linné (1734) och Hülphers (1756) har gjort noteringar om dräktskicket i Orsa vid sina Dalaresor. Karl Erik Forsslund som var den förste att klarlägga dräktskicket i Orsa under 1910-talet då han gjorde sina betydande materialsamlingar.

## Mansdräkt

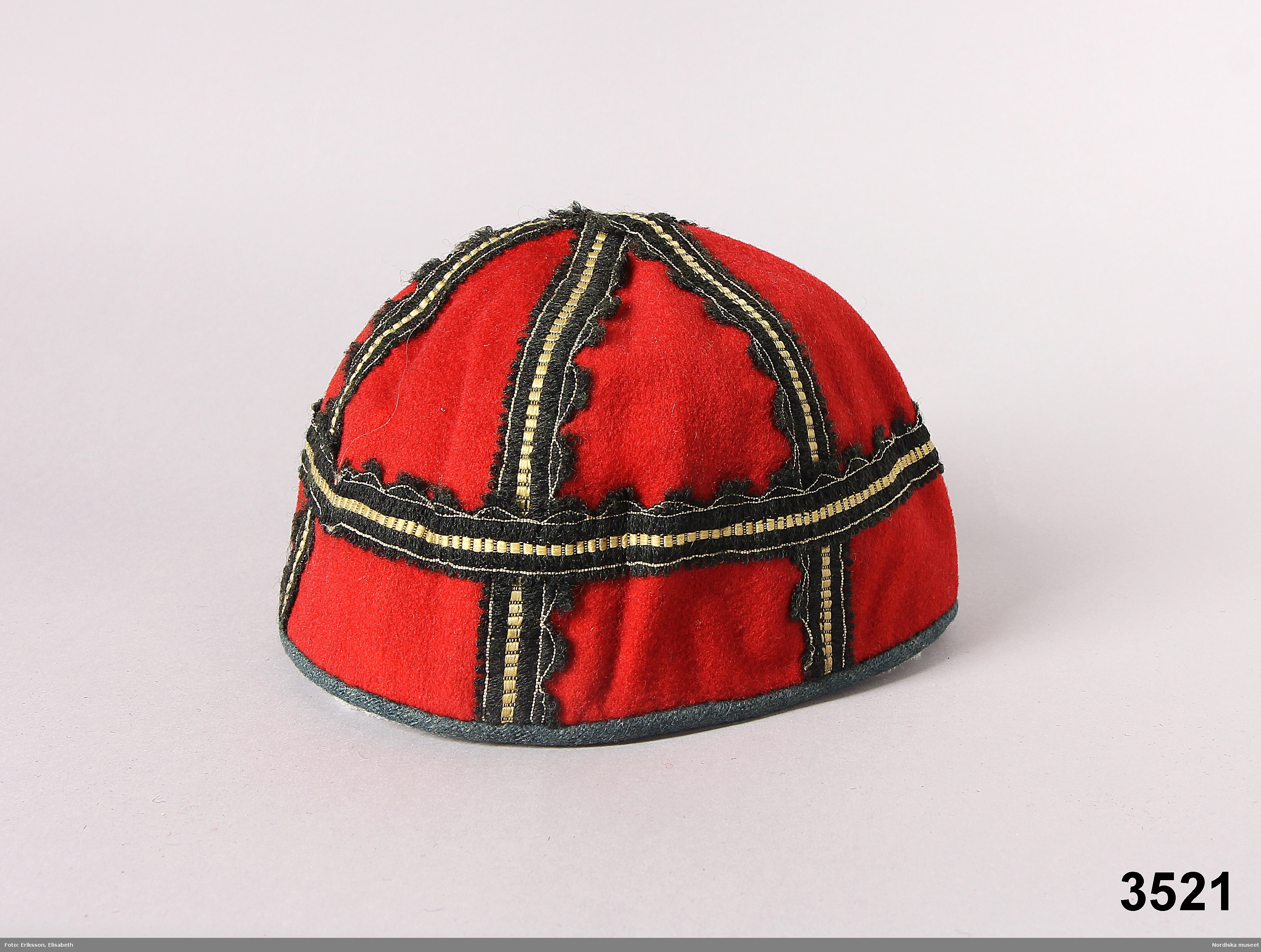
Brudgumsmössa från Orsa sist använd omkring 1820.
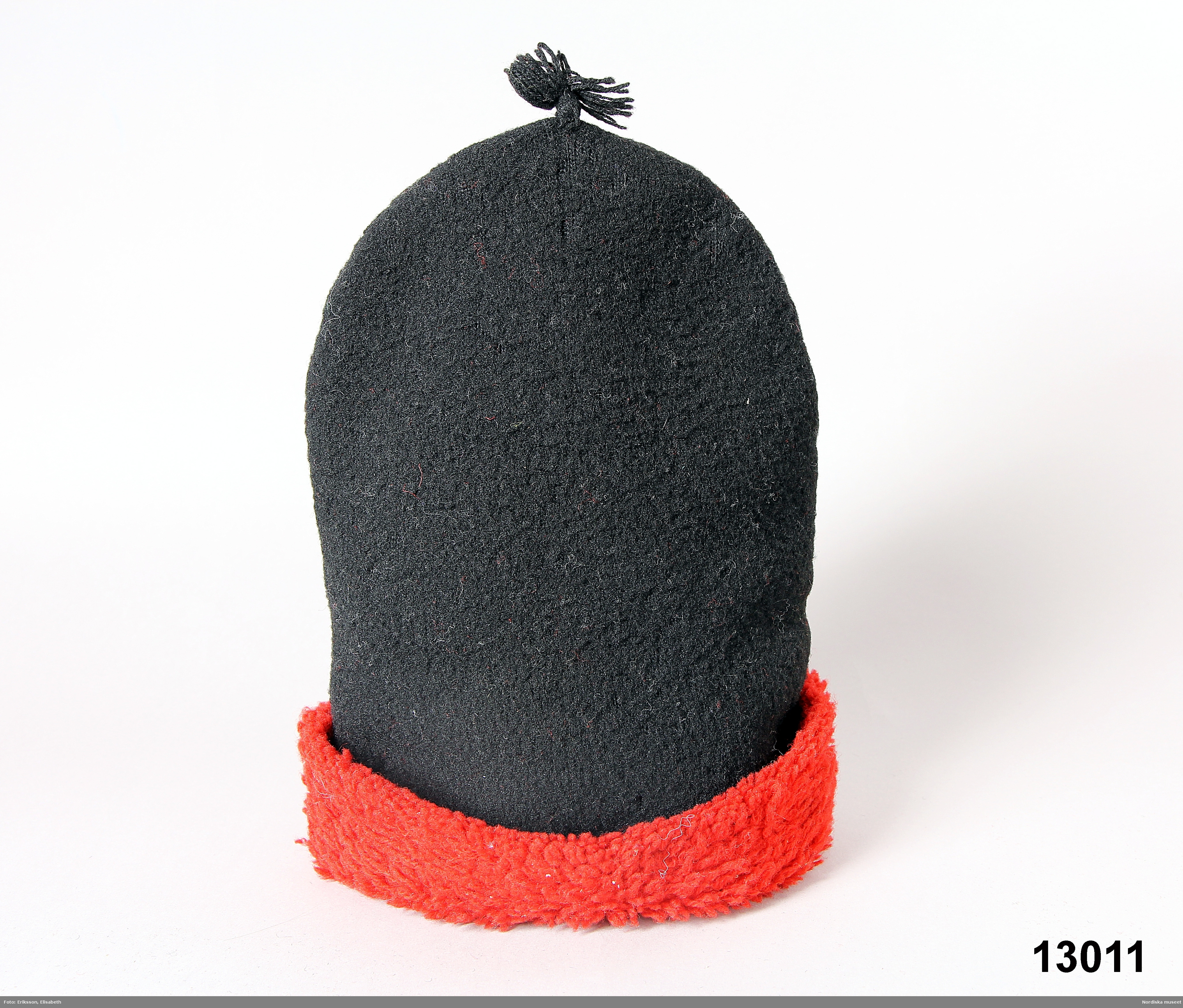
Mössa insamlad 1877.
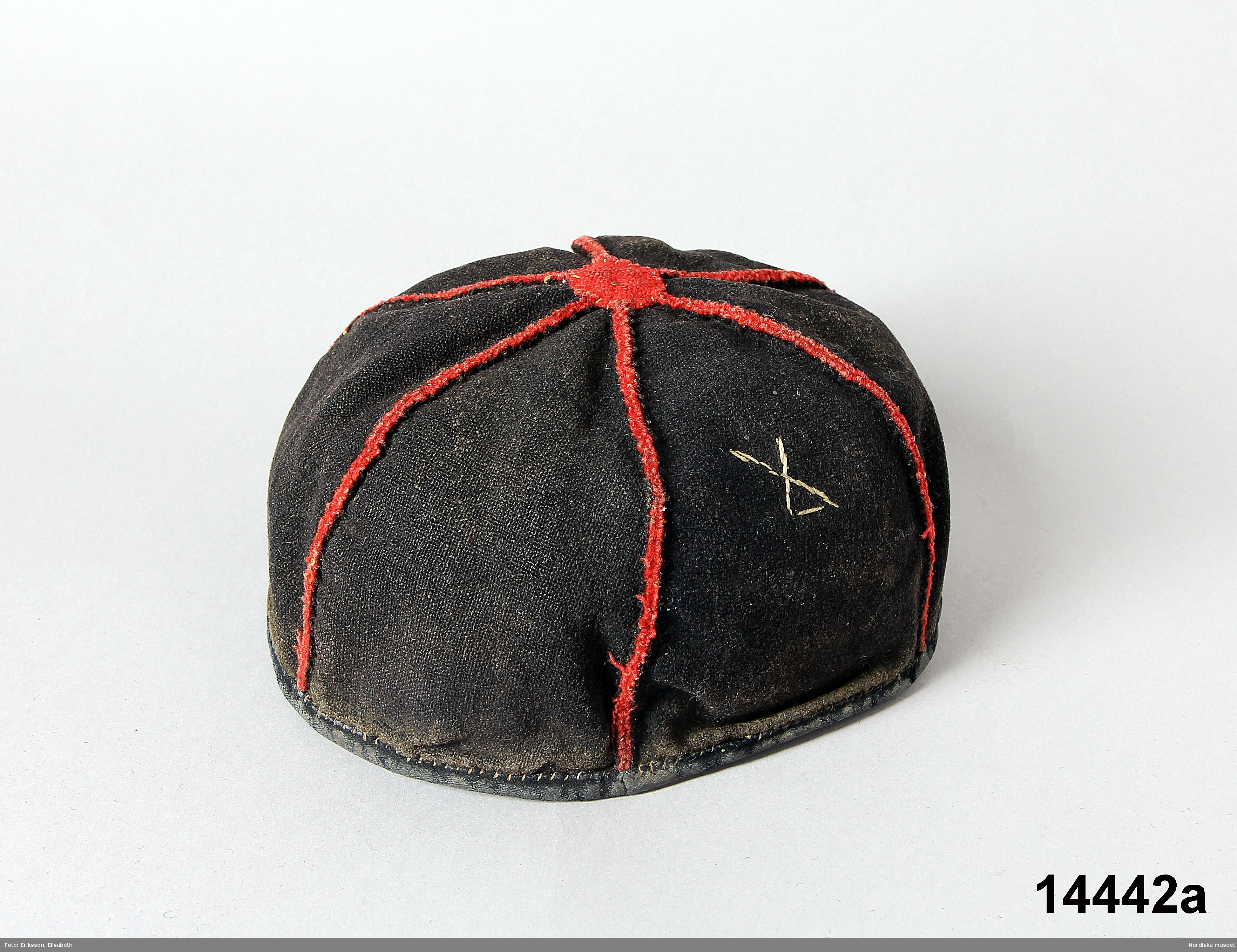
Mössa insamlad 1877.

## Bilder

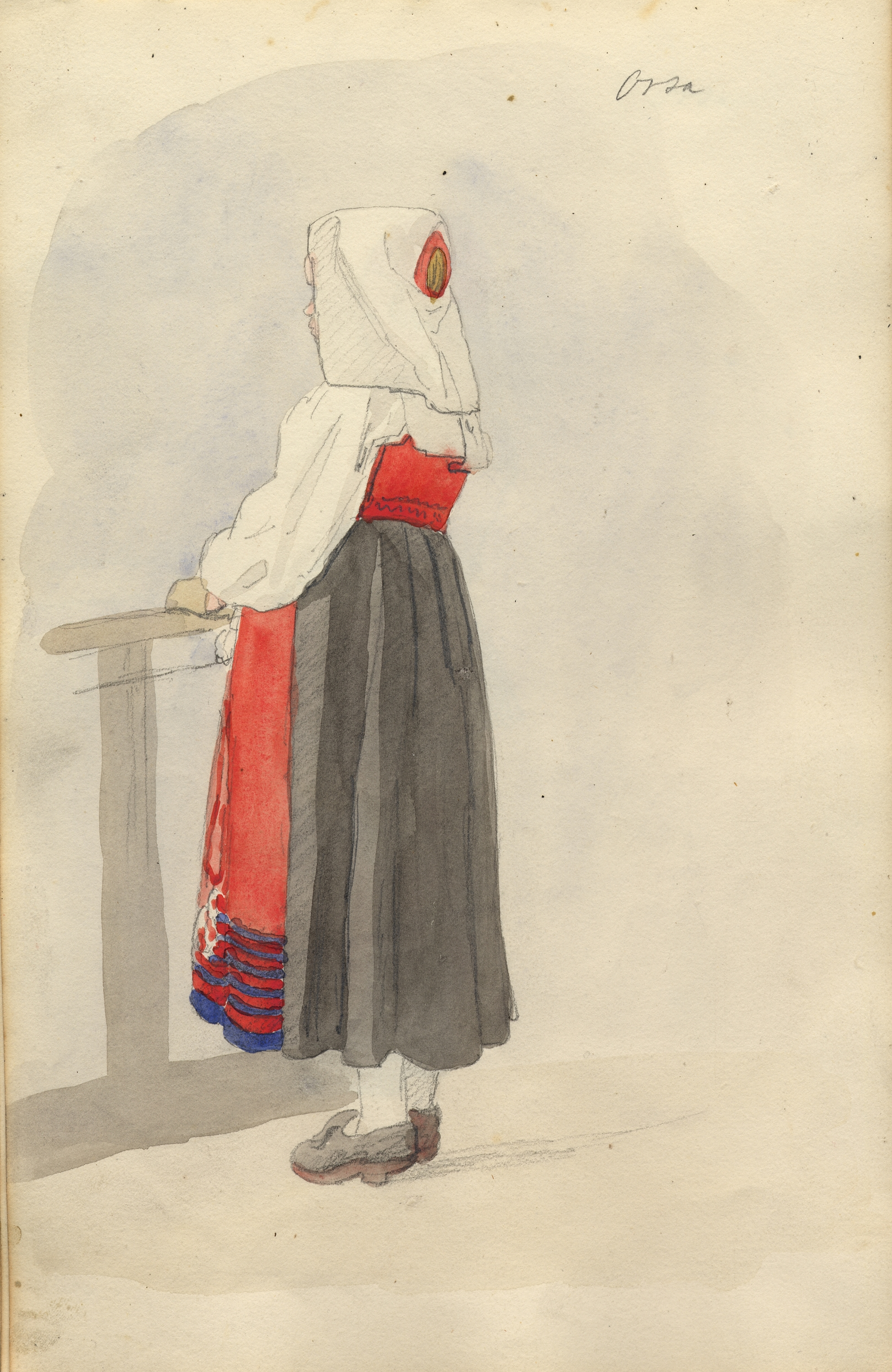
Akvarell. Orsa Kvinna i dräkt, sedd från sidan snett bakifrån, stående i helfigur - Nordiska museet - NMA.0063838
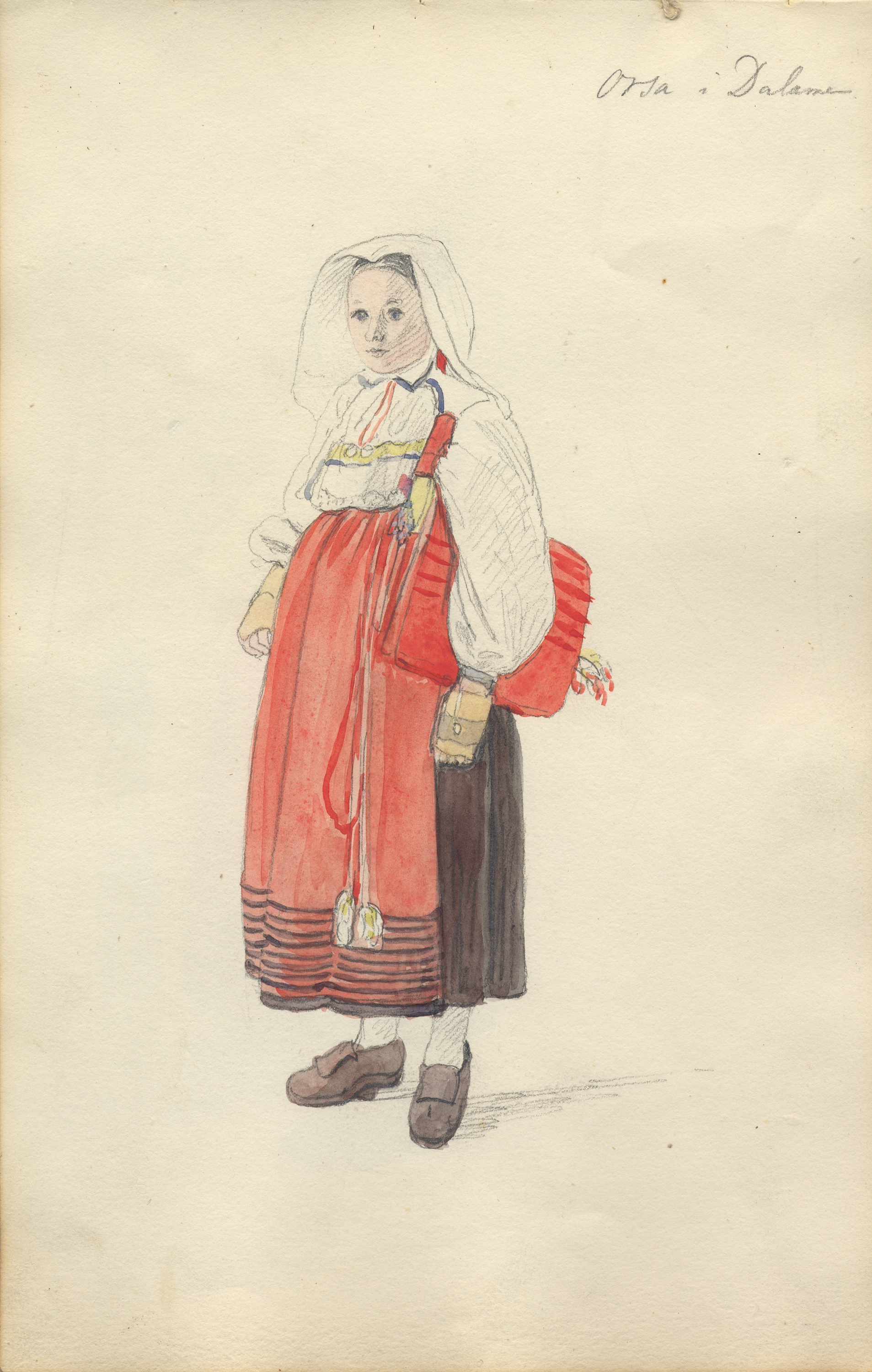
Akvarell. Orsa i Dalarna Kvinna i dräkt, stående i helfigur . Ur Skissbok av A. J.G. Virgin - Nordiska museet - NMA.0063837
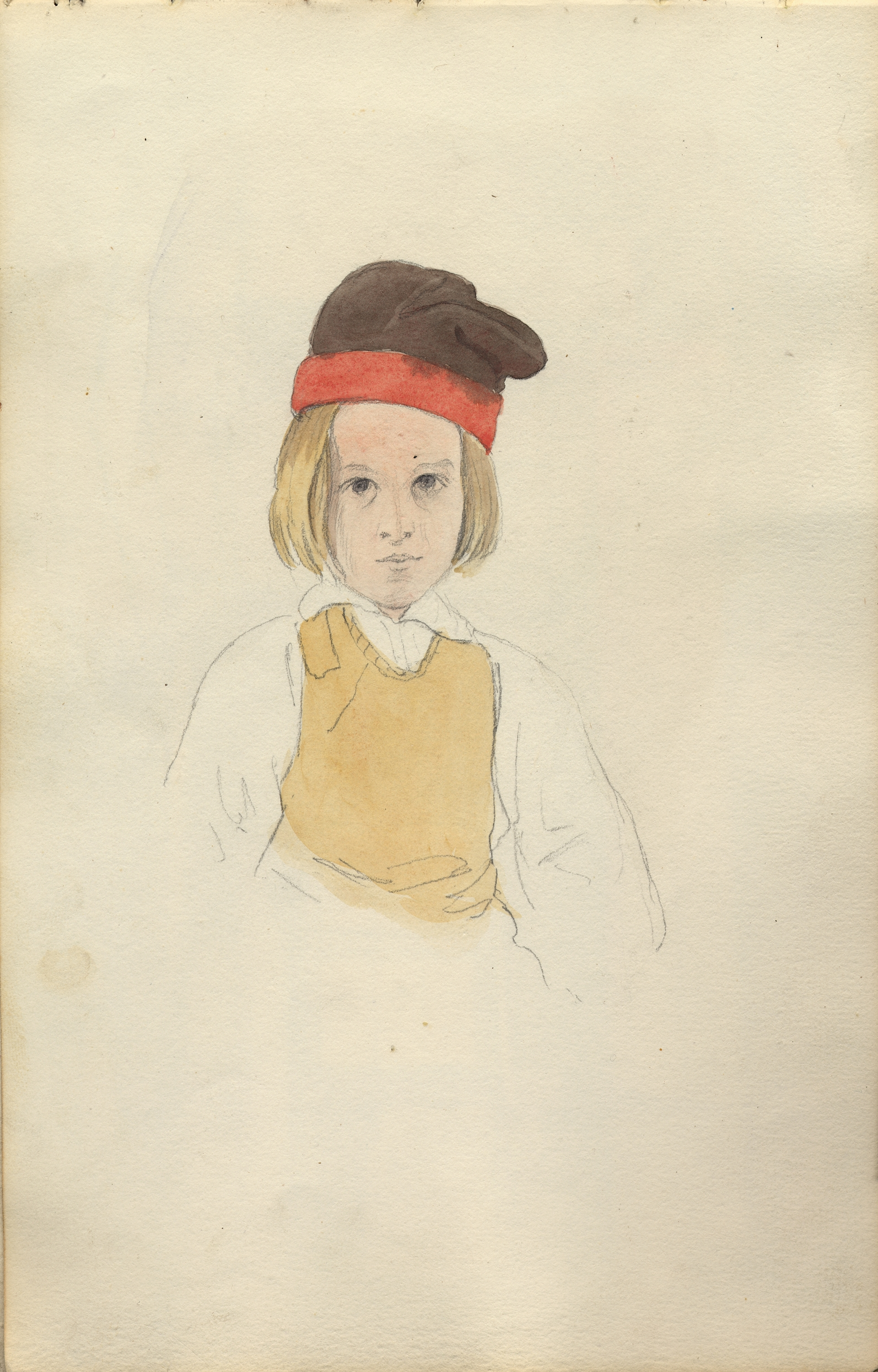
Akvarell. Orsa Pojke i dräkt, sedd framifrån, bröstbild. Ur Skissbok av A. J.G. Virgin - Nordiska museet - NMA.0063840
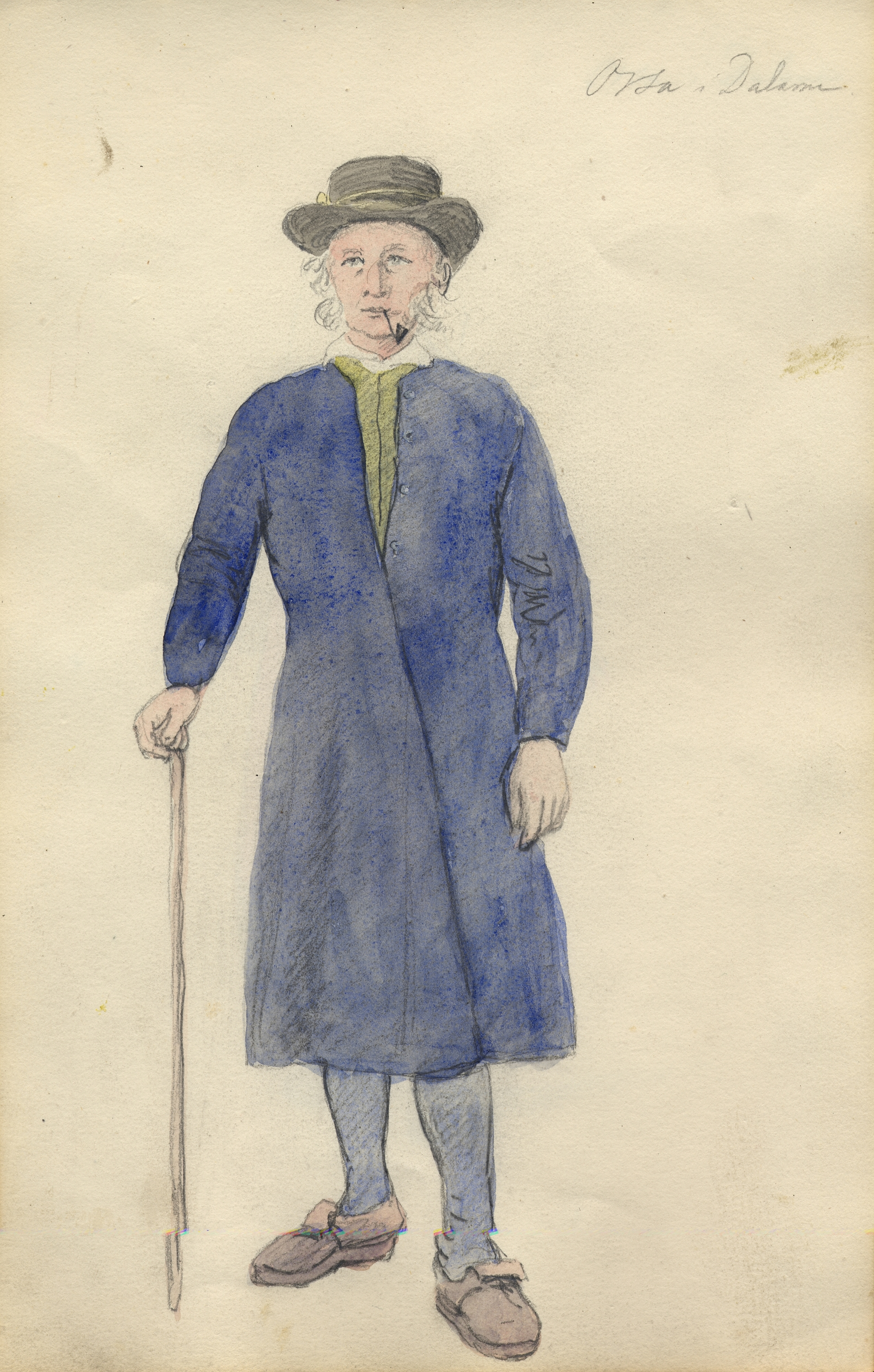
Akvarell. Orsa i Dalarna Man i dräkt med käpp och pipa, stående i helfigur . Ur Skissbok av A. J.G - Nordiska museet - NMA.0063836
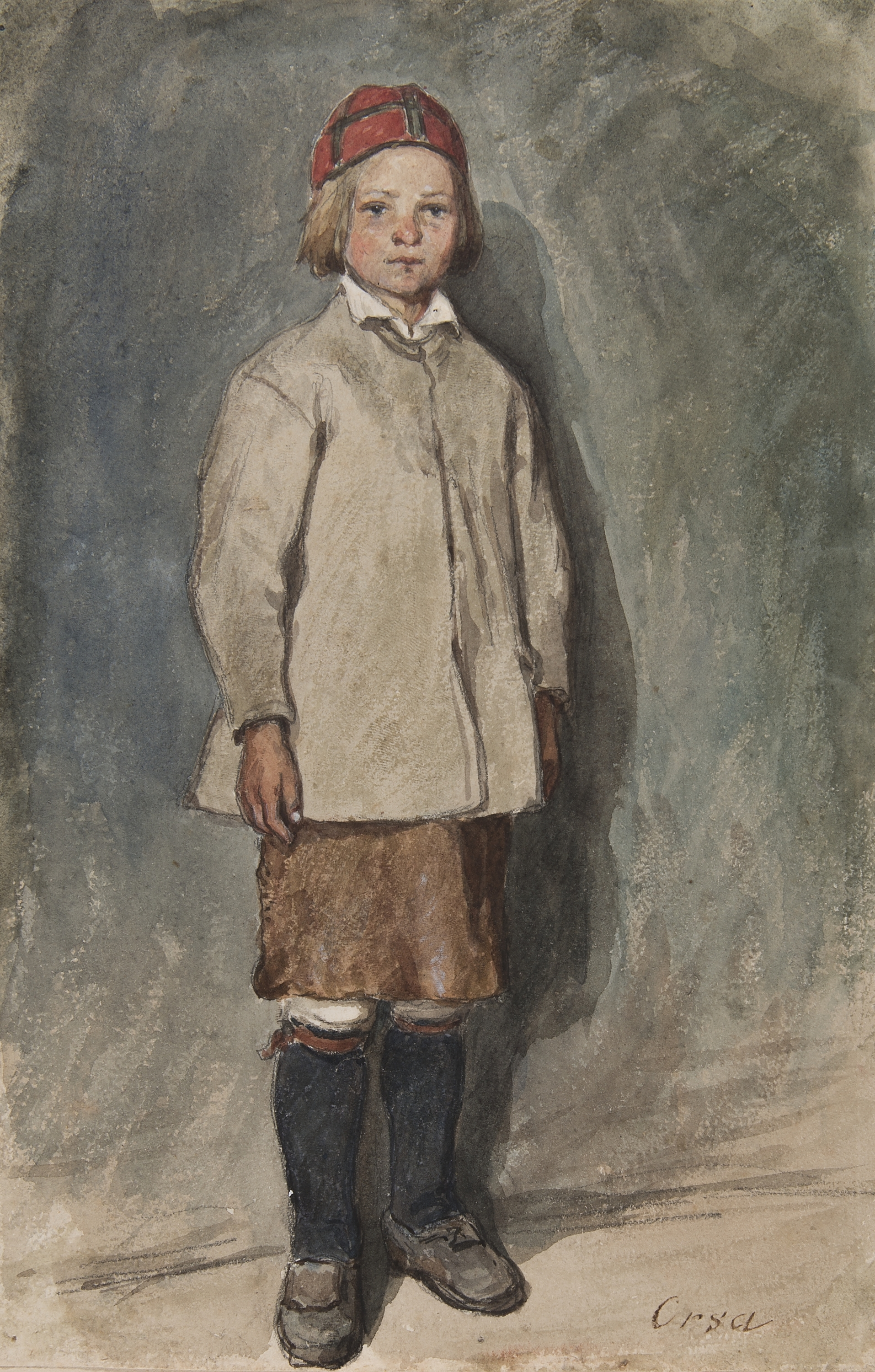
Pojke i vit tröja. Akvarell av C.G Hellqvist - Nordiska museet - NMA.0070045 (1)
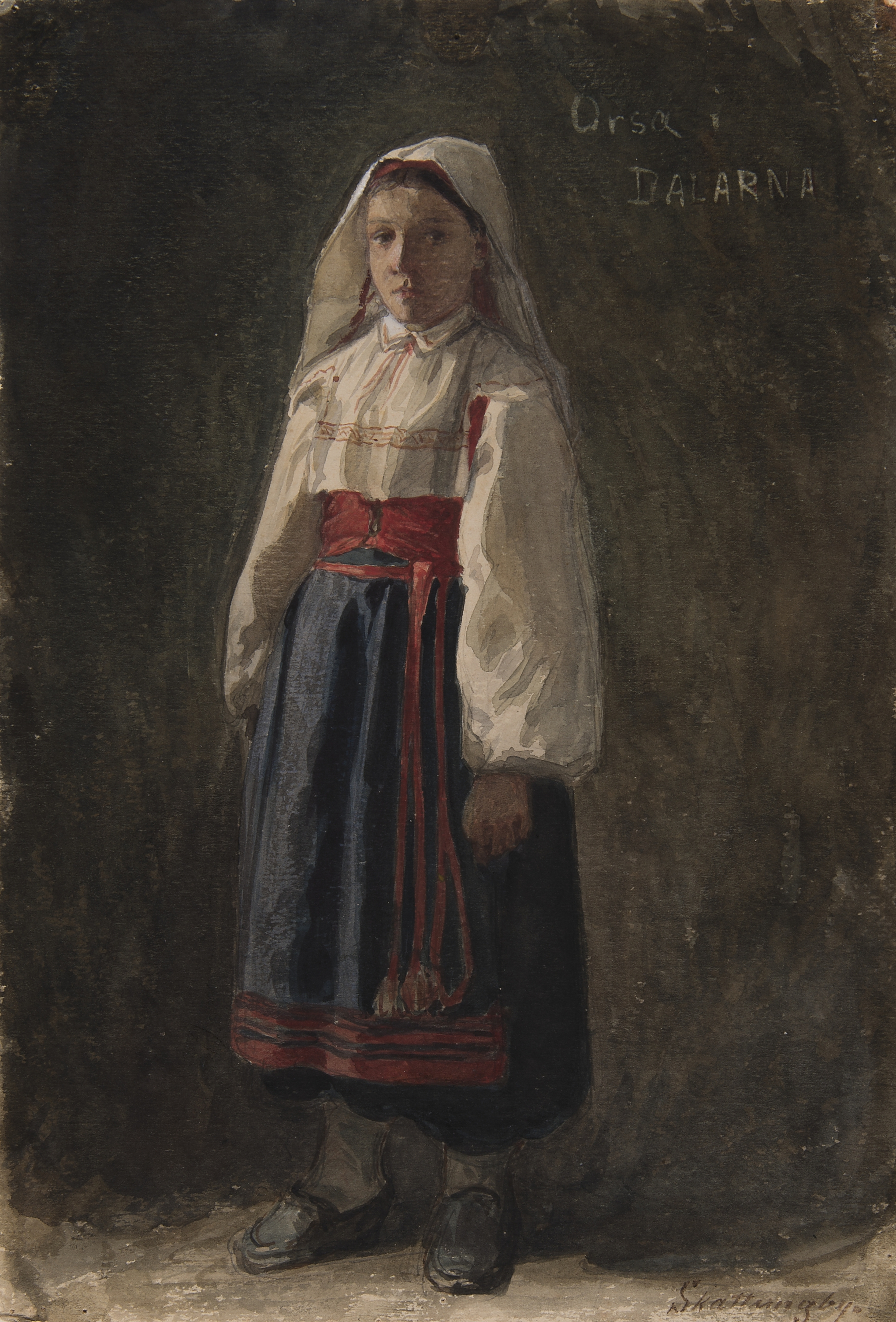
Flicka i dräkt. Akvarell av C.G. Hellqvist - Nordiska museet - NMA.0070047 (1)
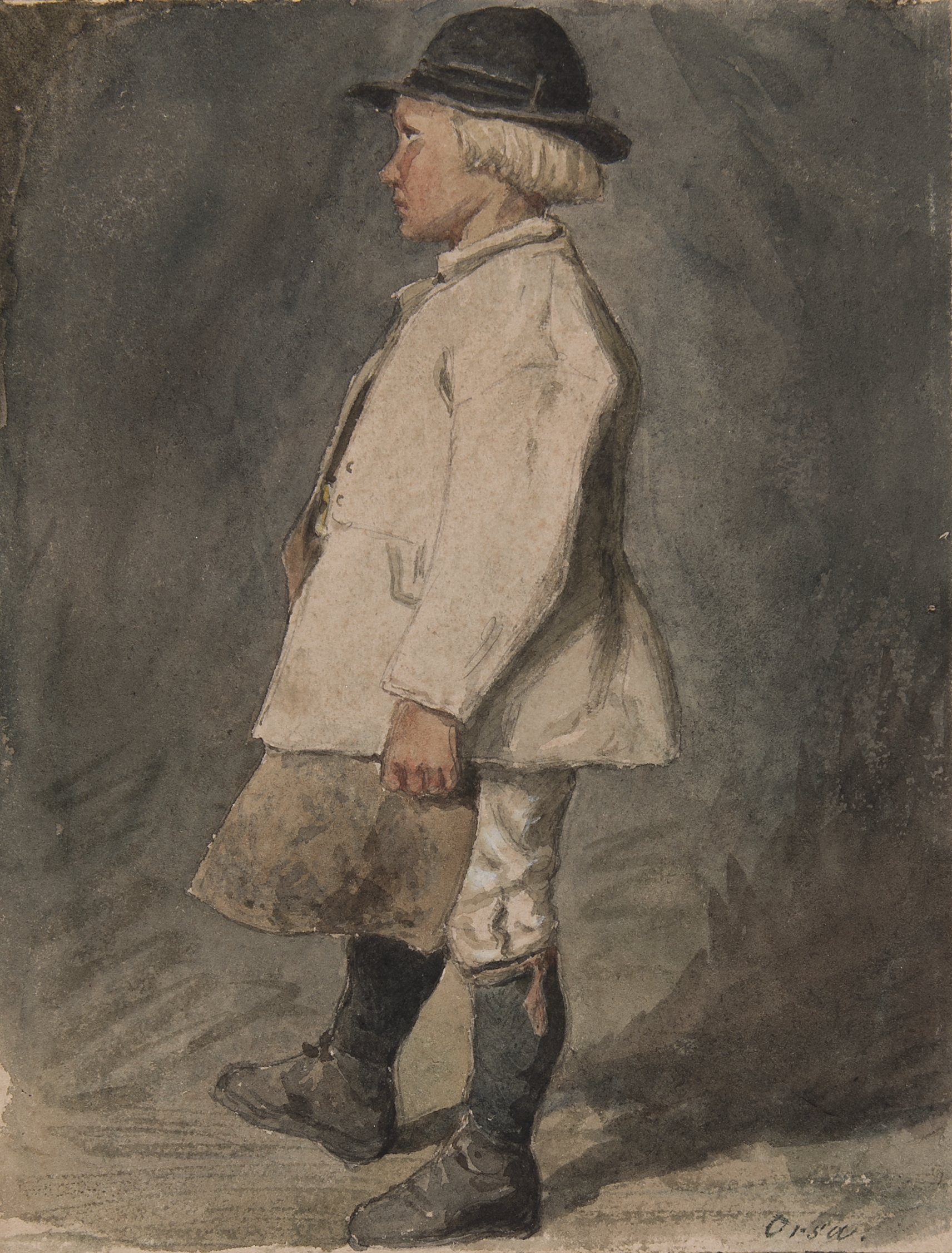
Pojke i vit tröja. Akvarell av C.G Hellqvist - Nordiska museet - NMA.0070046 (1)
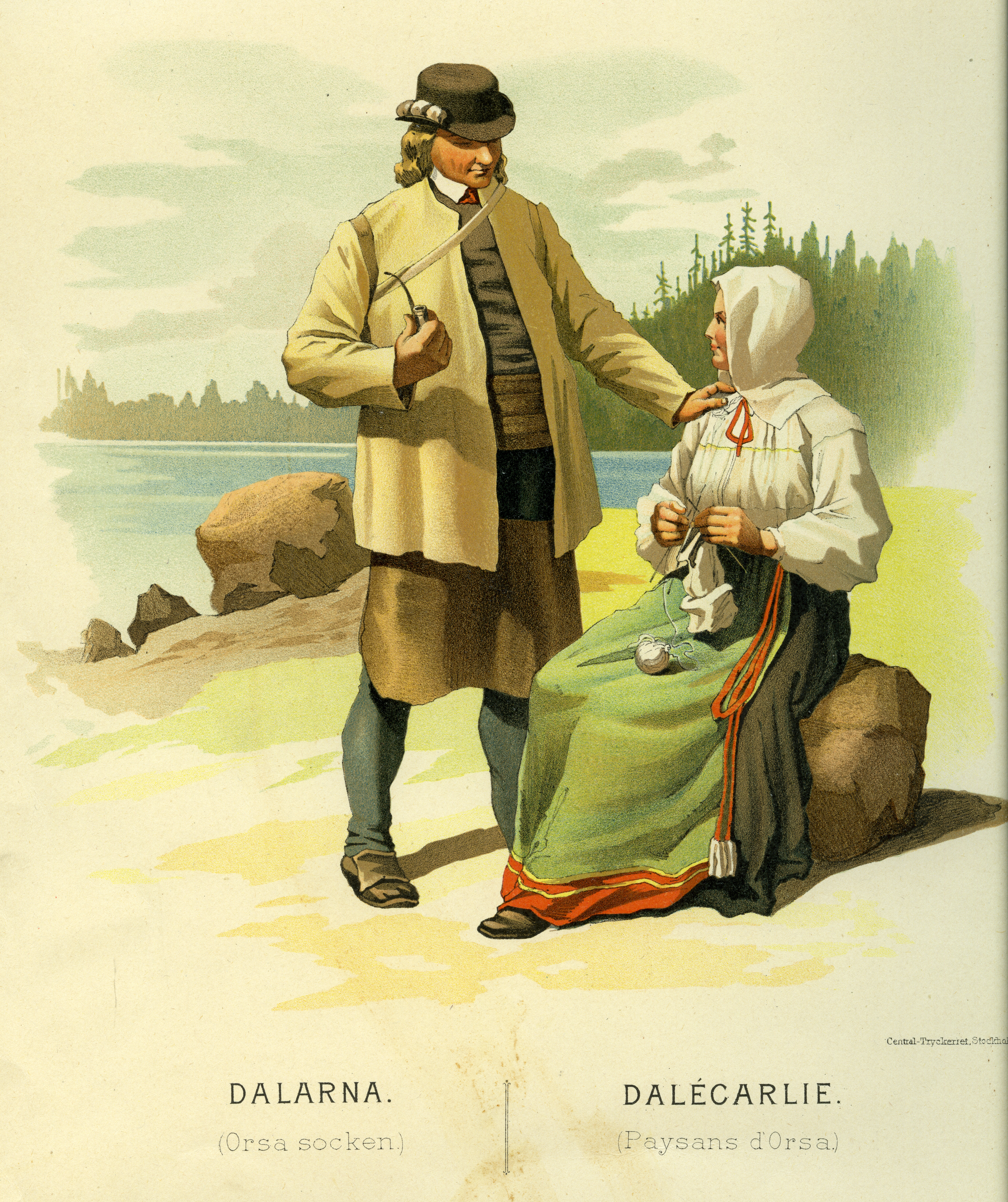
Thulstrup, Nordiska Drägter (1895) pl010 Orsa socken, Dalarna
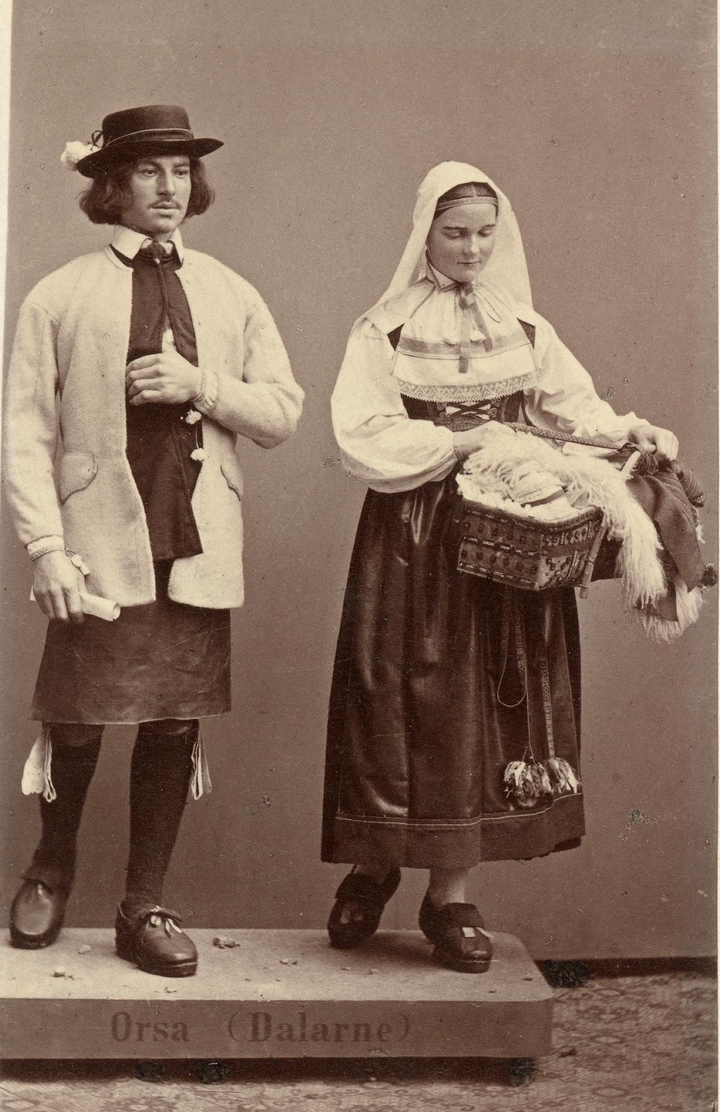
Par dockor klädda i folkdräkt från Orsa, Dalarna.
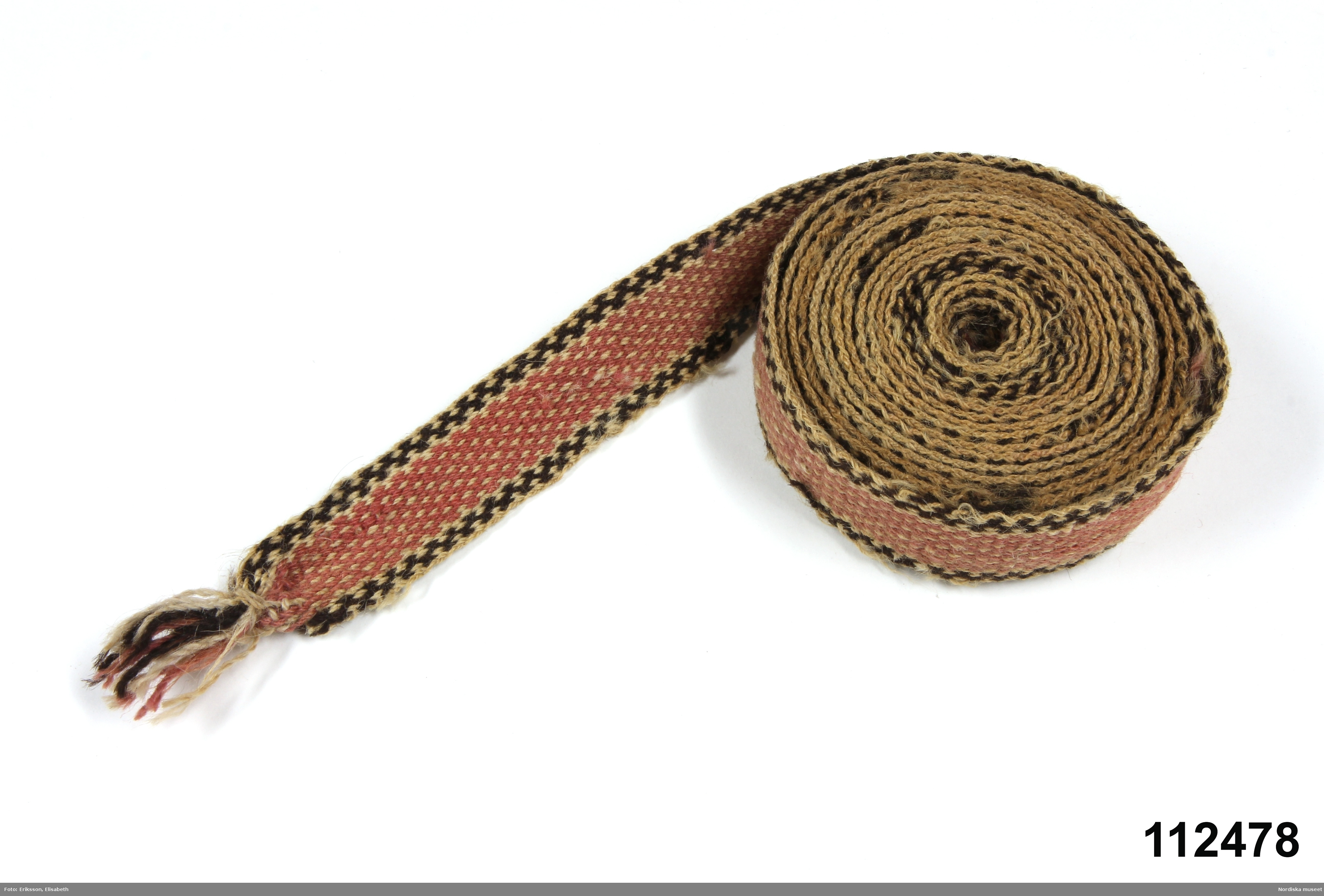
Spädbarnslinda från Orsa.